# Killing Me Softly (álbum de Roberta Flack)
Killing Me Softly es un álbum de estudio de la cantautora estadounidense Roberta Flack , lanzado el 1 de agosto de 1973 por Atlantic Records. Grabó el álbum con el productor Joel Dorn durante 18 meses. El álbum fue dedicado a Rahsaan Roland Kirk.
Fue nominado para un premio Grammy por Álbum del año , que perdió ante el álbum Innervisions de Stevie Wonder de 1973 . La canción principal del álbum fue lanzada como single y encabezó la Billboard Hot 100 . Ganó el premio Grammy de 1974 por Grabación del año.

## Lista de canciones
1. "Killing Me Softly with His Song" (Charles Fox, Norman Gimbel) - 4:49
2. "Jesse" (Janis Ian) - 4:03
3. "No Tears (In the End)" (Ralph MacDonald, William Salter) - 4:56
4. "I'm the Girl" (James Alan Shelton) - 4:55
5. "River" (Gene McDaniels) - 5:03
6. "Conversation Love" (Terry Plumeri, Bill Seighman) - 3:43
7. "When You Smile" (Ralph MacDonald, William Salter) - 3:44
8. "Suzanne " (Leonard Cohen) - 9:44

## Personal
Los créditos están adaptados de AllMusic . 
- Roberta Flack – voz, pianos, arreglos de pistas rítmicas
- Eric Gale - guitarras
- Ron Carter - bajo
- Grady Tate - batería
- Ralph MacDonald - congas, percusión, pandereta
- Kermit Moore – violonchelo, arreglos para violonchelo
- Eumir Deodato – arreglos de cuerdas y director
- Alfred "Pee Wee" Ellis - arreglos de metales y director
- William Eaton - arreglos de trompeta
- Don Sebesky : arreglos de trompa y cuerdas, director de orquesta

### Producción
- Joel Dorn - productor
- Jack Shaw - productor asociado
- Gene Paul - ingeniero y remix
- Bob Liftin - ingeniero y remezcla
- Barry Diament - masterización
- Shorewood Graphics: concepto de diseño
- Rod Dyer – diseño
- Burt Goldblatt - fotografía de fondo
- David Redfern – fotografía interior

## Posiciones en listas
| Lista (1973)                  | Número de posición |
| ----------------------------- | ------------------ |
| U.S. Billboard Soul LPs       | 2                  |
| U.S. Billboard Top LPs & Tape | 3                  |